# 卡尔·迈斯特里克
卡尔·迈斯特里克（捷克語：Karl Mejstrik，？—？），男，奥地利花样滑冰运动员。他曾代表奥地利参加世界花样滑冰锦标赛，搭档海伦妮·恩格尔曼获得一枚金牌和一枚银牌。